# Women on Web

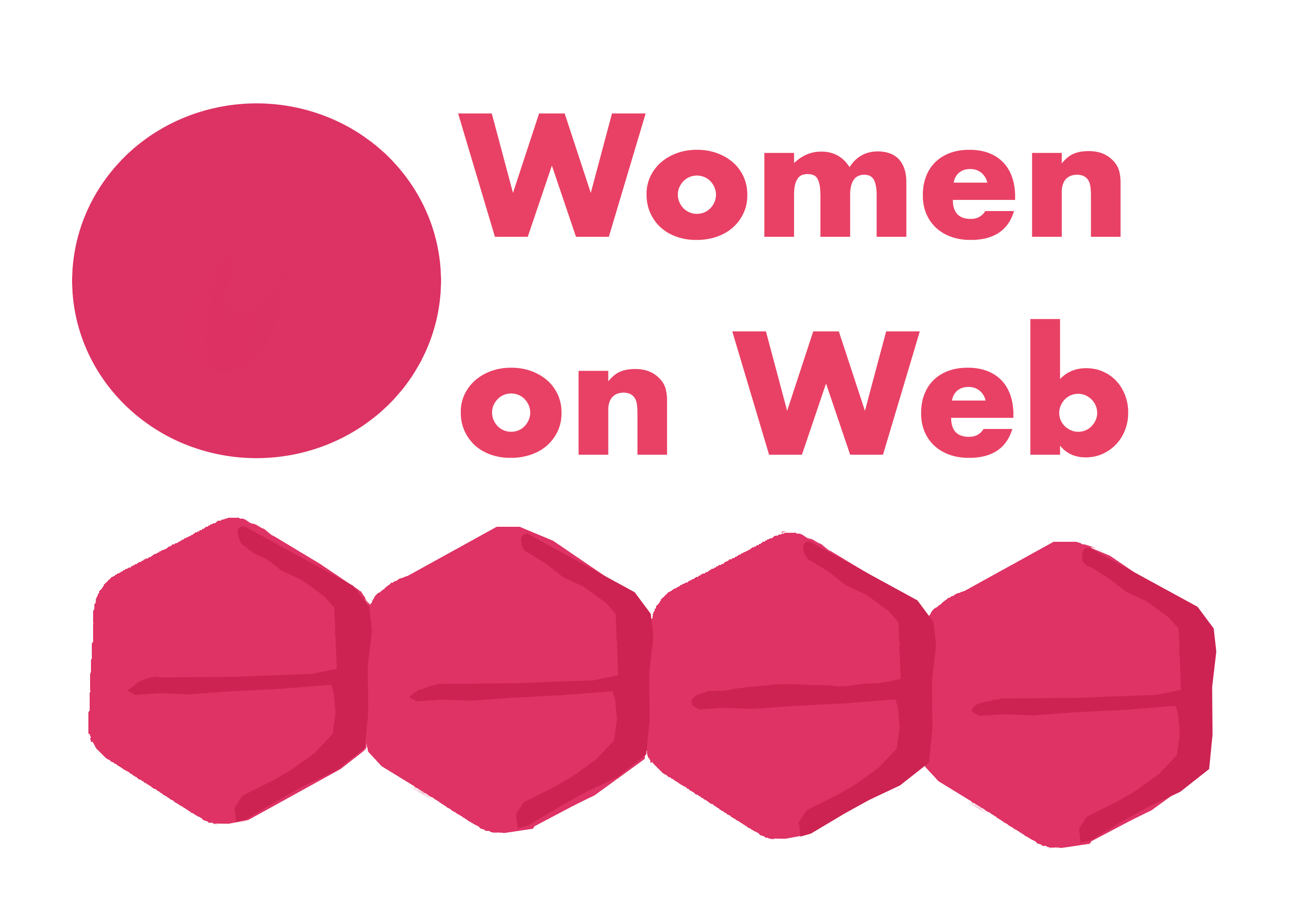
Logo da organização Women on Web.

Women on Web é uma organização sem fins lucrativos que ajuda mulheres que vivem em países onde o aborto legal é limitado. As mulheres passam por consultas online e os medicamentos abortivos mifepristona e misoprostol são enviados por correio sob a supervisão de um médico. O objetivo da organização é fazer avançar e apoiar o acesso das mulheres a um aborto seguro, em benefício da saúde das mulheres, evitando assim o aborto inseguro e reduzindo a taxa de mortalidade.

## História
A médica Rebecca Gomperts fundou a ONG Women on Waves (em português "mulheres sobre ondas") em 1999. A organização ficou famosa por navegar na costa de países onde o aborto era proibido, como Marrocos, Polônia e Portugal. O ativismo migrou para a internet em 2005, e a ONG Women on Web ("mulheres na rede") foi criada. Agora, opera uma espécie de linha direta disponibilizando informações sobre aborto na internet, realizando consultas online e, em muitos casos, enviando remédios abortivos a países onde eles são ilegais.

## Atuação
Por mês, duas mil mulheres entram em contato com a equipe de cerca de 30 pessoas, entre médicos, enfermeiros e psicólogos, que atendem a mais de cem países em nove idiomas diferentes. Além de informar mulheres sobre a posologia e os efeitos do remédio, a Women on Web providencia consultas médicas online e, se não há contraindicações, o médico prescreve a receita para o aborto médico. E o parceiro farmacêutico com sede na Índia envia a medicação (pílulas de de mifepristona e misoprostol - princípio ativo do Cytotec) ao endereço.. As condições de atendimento são: viver num país onde o acesso ao aborto seguro é restrito, estar grávida de menos de 9 semanas e não ter qualquer doença grave.
A organização é autofinanciada e vive de doações. Ao fim da consulta, uma doação de 90 euros é solicitada. A mulher pode realizar a doação ou alegar que não tem recursos para conseguir as pílulas.

### No Brasil
Atualmente a Women on Web não envia pacotes de medicamentos para o Brasil porque a alfândega brasileira tem retido todos os pacotes enviados. O site sugere que as mulheres continuem a consulta caso possam viajar para um outro país da América do Sul (exceto o Paraguai e o Uruguai), ou tiverem algum amigo morando no exterior, que possa receber o pacote e reenvia-lo de outra forma.

## Site
Na secção Eu fiz um aborto, as pessoas podem contribuir com as suas fotos e partilhar as suas histórias de forma a quebrar o tabu que envolve o aborto. Na secção Preciso um aborto, as mulheres que necessitem de fazer um aborto podem encontrar mais informação. O serviço online de ajuda ao aborto fornece informação, aconselhamento médico e aborto médico.

### Censura
O acesso ao site é restrito em alguns países onde o controle de imprensa e internet é maior. Também houve casos de censura em redes sociais. Em 2012, o Facebook tirou do ar uma imagem postada por Rebecca Gomperts, fundadora e diretora da Women on Waves, na qual havia instruções de como fazer um aborto com segurança. A organização também enfrentou problemas com o Twitter em 2015. A rede social desabilitou a possibilidade de tweetar o link do website.